# Schieß-Europameisterschaften 2021
Die Schieß-Europameisterschaften 2021 fanden vom 22. Mai bis 5. Juni 2021 in der kroatischen Stadt Osijek statt.
Insgesamt wurden 83 Disziplinen ausgetragen, davon 15 bei den Männern, 15 bei den Frauen, fünf im Mixed, 12 bei den Junioren, 12 bei den Juniorinnen und sechs bei den Junioren-Mixed. Davon flossen 73 Ergebnisse in die Medaillenwertung ein, da zwei Entscheidungen keine volle Teilnehmerzahl erreichten und 8 Disziplinen zu den offenen Wettkämpfen zählten.
Es waren 1467 Starter aus 52 Nationen gemeldet, wobei 580 Athleten bei den 10-Meter-Wettbewerben und 887 Athleten bei den 25/50/300/Flinten-Wettbewerben starteten.

## Qualifikation für Olympia 2020
Bei den Schieß-Europameisterschaften 2021 wurden 16 Startplätze für Olympia 2020 (2021) in Tokio vergeben.
- 10 m Luftgewehr Frauen und Männer (2+2)
- 10 m Luftpistole Frauen und Männer (1+1)
- 25 m Schnellfeuerpistole Männer (1)
- 25 m Sportpistole Frauen (1)
- 50 m Kleinkalibergewehr 3x40 Frauen und Männer (1+1)
- Trap Frauen und Männer (1+1)
- Skeet Frauen und Männer (2+2)

## Ergebnisse

### Erwachsene

#### Männer

##### Gewehr
| Wettbewerb                                            | Gold                                                          | Gold | Silber                                                  | Silber | Bronze                                               | Bronze |
| ----------------------------------------------------- | ------------------------------------------------------------- | ---- | ------------------------------------------------------- | ------ | ---------------------------------------------------- | ------ |
| 10 m Luftgewehr                                       | István Péni                                                   |      | Sergey Richter                                          |        | Wladimir Maslennikow                                 |        |
| 10 m Luftgewehr Mannschaft                            | RusslandWladimir Maslennikow Sergei Kamenski Evgeny Panchenko |      | SerbienLazar Kovačević Milenko Sebić Milutin Stefanović |        | KroatienBrona Petanjek Petar Gorša Miran Maričić     |        |
| 50 m Kleinkalibergewehr Dreistellungskampf            | Jon-Hermann Hegg                                              |      | Henrik Larsen                                           |        | Juryj Schtscharbazewitsch                            |        |
| 50 m Kleinkalibergewehr Dreistellungskampf Mannschaft | ÖsterreichGernot Rumpler Thomas Mathis Patrick Diem           |      | NorwegenSimon Claussen Henrik Larsen Jon-Hermann Hegg   |        | SchweizJan Lochbihler Christoph Dürr Fabio Wyrsch    |        |
| 300 m Freies Gewehr liegend                           | Gernot Rumpler                                                |      | Steffen Olsen                                           |        | Rajmond Debevec                                      |        |
| 300 m Freies Gewehr Dreistellungskampf                | Steffen Olsen                                                 |      | Gernot Rumpler                                          |        | Andreas Thum                                         |        |
| 300 m Freies Gewehr Dreistellungskampf Mannschaft     | SchweizJan Lochbihler Gilles Dufaux Sandro Greuter            |      | ÖsterreichGernot Rumpler Andreas Thum Bernhard Pickl    |        | SlowenienRobert Markoja Rajmond Debevec Erik Kandare |        |

##### Pistole
| Wettbewerb                          | Gold                                                               | Gold | Silber                                                       | Silber | Bronze                                               | Bronze |
| ----------------------------------- | ------------------------------------------------------------------ | ---- | ------------------------------------------------------------ | ------ | ---------------------------------------------------- | ------ |
| 10 m Luftpistole                    | Juraj Tužinský                                                     |      | Wadim Muchametjanow                                          |        | Robin Walter                                         |        |
| 10 m Luftpistole Mannschaft         | RusslandArtjom Tschernoussow Wadim Muchametjanow Anton Aristarchow |      | ItalienPaolo Monna Giuseppe Giordano Alessio Torracchi       |        | TürkeiSerdar Demirel İsmail Keleş Yusuf Dikeç        |        |
| 25 m Schnellfeuerpistole            | Jean Quiquampoix                                                   |      | Leonid Jekimow                                               |        | Clément Bessaguet                                    |        |
| 25 m Schnellfeuerpistole Mannschaft | FrankreichJean Quiquampoix Clément Bessaguet Yan Chesnel           |      | UkraineMaksym Horodynez Wolodymyr Pasternak Oleksandr Petriw |        | TschechienMartin Podhráský Martin Strnad Tomáš Těhan |        |

##### Wurftauben
| Wettbewerb       | Gold                                                           | Silber                                                    | Bronze                                                      |
| ---------------- | -------------------------------------------------------------- | --------------------------------------------------------- | ----------------------------------------------------------- |
| Skeet            | Gabriele Rossetti                                              | Georgios Achilleos                                        | Eetu Kallioinen                                             |
| Skeet Mannschaft | ZypernMenelaos Michaelides Nicolas Vasiliou Georgios Achilleos | RusslandSergey Demin Nikolay Pilshchikov Alexander Zemlin | ItalienTammaro Cassandro Luigi Lodde Gabriele Rossetti      |
| Trap             | Matthew Coward-Holley                                          | Jiří Lipták                                               | Mauro De Filippis                                           |
| Trap Mannschaft  | SlowakeiErik Varga Marián Kovačócy Adrián Drobný               | ItalienDaniele Resca Valerio Grazini Mauro De Filippis    | KroatienAnton Glasnović Giovanni Cernogoraz Josip Glasnović |

#### Frauen

##### Gewehr
| Wettbewerb                                            | Gold                                                         | Gold | Silber                                                  | Silber | Bronze                                                  | Bronze |
| ----------------------------------------------------- | ------------------------------------------------------------ | ---- | ------------------------------------------------------- | ------ | ------------------------------------------------------- | ------ |
| 10 m Luftgewehr                                       | Océanne Muller                                               |      | Jessie Kaps                                             |        | Sofia Ceccarello                                        |        |
| 10 m Luftgewehr Mannschaft                            | RusslandJulija Sykowa Anastassija Galaschina Julija Karimowa |      | El SalvadorUrška Kuharič Živa Dvoršak Klavdija Jerovšek |        | RumänienLaura Ilie Roxana Sidi Eliza Molnar             |        |
| 50 m Kleinkalibergewehr Dreistellungskampf            | Sofia Ceccarello                                             |      | Julija Sykowa                                           |        | Jeanette Hegg Duestad                                   |        |
| 50 m Kleinkalibergewehr Dreistellungskampf Mannschaft | RusslandJulija Sykowa Polina Choroschewa Julija Karimowa     |      | NorwegenKatrine Lund Jenny Stene Jeanette Hegg Duestad  |        | ÖsterreichFranziska Peer Sheileen Waibel Olivia Hofmann |        |
| 300 m Freies Gewehr liegend                           | Muriel Züger                                                 |      | Paula Wrońska                                           |        | Anja Senti                                              |        |
| 300 m Freies Gewehr Dreistellungskampf                | Silvia Guignard                                              |      | Elin Ahlin                                              |        | Urška Kuharič                                           |        |
| 300 m Freies Gewehr Dreistellungskampf Mannschaft     | PolenKarolina Kowalczyk Paula Wrońska Sylwia Bogacka         |      | SchweizSilvia Guignard Muriel Züger Anja Senti          |        | nicht vergeben                                          |        |

- Es wurden keine Medaillen in der Disziplin 300 m Freies Gewehr Dreistellungskampf Mannschaft vergeben.

##### Pistole
| Wettbewerb                   | Gold                                                          | Gold | Silber                                                               | Silber | Bronze                                                    | Bronze |
| ---------------------------- | ------------------------------------------------------------- | ---- | -------------------------------------------------------------------- | ------ | --------------------------------------------------------- | ------ |
| 10 m Luftpistole             | Carina Wimmer                                                 |      | Vitalina Batsarashkina                                               |        | Céline Goberville                                         |        |
| 10 m Luftpistole Mannschaft  | UkraineOlena Kostevych Polina Kolesnikova Julija Korostyljowa |      | RusslandVitalina Batsarashkina Margarita Chernousova Daria Sirtokina |        | SerbienZorana Arunović Brankica Zarić Jasmina Milovanović |        |
| 25 m Sportpistole            | Mathilde Lamolle                                              |      | Monika Karsch                                                        |        | Vitalina Batsarashkina                                    |        |
| 25 m Sportpistole Mannschaft | DeutschlandDoreen Vennekamp Monika Karsch Carina Wimmer       |      | BulgarienMarija Grosdewa Miroslawa Mintschewa Antoaneta Kostadinowa  |        | UngarnRenáta Tobai-Sike Veronika Major Zsófia Csonka      |        |
| 25 m Standardpistole         | xxxxxxxx                                                      |      | xxxxxxxx                                                             |        | xxxxxxxx                                                  |        |
| 50 m Freie Pistole           | xxxxxxxx                                                      |      | xxxxxxxx                                                             |        | xxxxxxxx                                                  |        |

##### Wurftauben
| Wettbewerb       | Gold                                                             | Silber                                                | Bronze                                                          |
| ---------------- | ---------------------------------------------------------------- | ----------------------------------------------------- | --------------------------------------------------------------- |
| Skeet            | Chiara Cainero                                                   | Silja Batyrschina                                     | Amber Hill                                                      |
| Skeet Mannschaft | DeutschlandNadine Messerschmidt Katrin Butterer Christine Wenzel | ItalienDiana Bacosi Martina Bartolomei Chiara Cainero | RusslandAlina Fazylzyanova Nadezda Konovalova Silja Batyrschina |
| Trap             | Daria Semianova                                                  | Jessica Rossi                                         | Carole Cormenier                                                |
| Trap Mannschaft  | RusslandDaria Semianova Ekaterina Subbotina Iuliia Saveleva      | ItalienFiammetta Rossi Silvana Stanco Jessica Rossi   | FrankreichMélanie Couzy Loémy Recasens Carole Cormenier         |

#### Mixed

##### Gewehr
| Wettbewerb                                 | Gold                           | Gold | Silber                                    | Silber | Bronze                                     | Bronze |
| ------------------------------------------ | ------------------------------ | ---- | ----------------------------------------- | ------ | ------------------------------------------ | ------ |
| 10 m Luftgewehr                            | Océanne Muller Brian Baudouin  |      | Anastasiia Galashina Wladimir Maslennikow |        | Yulia Karimova Sergei Igorewitsch Kamenski |        |
| 50 m Kleinkalibergewehr Dreistellungskampf | Yulia Zykova Sergei Kamenski   |      | Gernot Rumpler Sheileen Waibel            |        | Simon Claussen Jenny Stene                 |        |
| 300 m Freies Gewehr Dreistellungskampf     | Jan Lochbihler Silvia Guignard |      | Gilles Dufaux Anja Senti                  |        | Aleksi Leppä Henna Viljanen                |        |

##### Pistole
| Wettbewerb               | Gold                                    | Gold | Silber                                | Silber | Bronze                         | Bronze |
| ------------------------ | --------------------------------------- | ---- | ------------------------------------- | ------ | ------------------------------ | ------ |
| 10 m Luftpistole         | Vitalina Batsarashkina Artem Chernousov |      | Zorana Arunović Damir Mikec           |        | Joana Castelão João Costa      |        |
| 25 m Schnellfeuerpistole | Julija Korostyljowa Oleksandr Petriw    |      | Anastasiia Nimets Wolodymyr Pasternak |        | Nadezhda Koloda Leonid Jekimow |        |

#### Offene Wettkämpfe
Offene Wettkämpfe fließen nicht in die Medaillenwertung mit ein.
| Wettbewerb                      | Gold            | Silber         | Bronze                |
| ------------------------------- | --------------- | -------------- | --------------------- |
| 25 m Standardpistole            | Matěj Rampula   | Oskar Miliwek  | Artem Chernousov      |
| 25 m Zentralfeuerpistole        | Peeter Olesk    | Oskar Miliwek  | Ruslan Lunev          |
| 50 m Pistole                    | Oleh Omelchuk   | Damir Mikec    | Viktor Bankin         |
| 50 m Kleinkalibergewehr liegend | Henrik Larsen   | Rebecca Köck   | Aliaksandra Dmitrieva |
| 300 m Standardgewehr            | Gernot Rumpler  | Bernhard Pickl | Tomasz Bartnik        |
| Doppeltrap                      | Anton Glasnović | Andrea Vescovi | Alessandro Chianese   |

### Juniorinnen und Junioren

#### Junioren

##### Gewehr
| Wettbewerb                                            | Gold                                                 | Gold | Silber                                         | Silber | Bronze                                                         | Bronze |
| ----------------------------------------------------- | ---------------------------------------------------- | ---- | ---------------------------------------------- | ------ | -------------------------------------------------------------- | ------ |
| 10 m Luftgewehr                                       | Danilo Sollazzo                                      |      | Marko Ivanović                                 |        | Jesús Oviedo                                                   |        |
| 10 m Luftgewehr Mannschaft                            | RusslandEvgenii Potapov Igor Skuratov Matvei Potapov |      | SpanienJesús Oviedo Jorge Estévez Juan Cecilia |        | ItalienDanilo Sollazzo Agustin Martin Petrini Michele Bernardi |        |
| 50 m Kleinkalibergewehr Dreistellungskampf            | Soma Hammerl                                         |      | Matvei Potapov                                 |        | Nikita Turanov                                                 |        |
| 50 m Kleinkalibergewehr Dreistellungskampf Mannschaft | RusslandMatvei Potapov Igor Skuratov Nikita Turanov  |      | UngarnViktor Kiss Ferenc Török Soma Hammerl    |        | KroatienLuka Jambreuš Josip Sikavica Tvrtko Vrčić              |        |

##### Pistole
| Wettbewerb                  | Gold                                                   | Gold | Silber                                             | Silber | Bronze                                         | Bronze |
| --------------------------- | ------------------------------------------------------ | ---- | -------------------------------------------------- | ------ | ---------------------------------------------- | ------ |
| 10 m Luftpistole            | Federico Nilo Maldini                                  |      | Ivan Kazak                                         |        | Martín Freije                                  |        |
| 10 m Luftpistole Mannschaft | BelarusIvan Kazak Uladzislau Dzemesh Mikita Kavalionak |      | UkraineMaksym Klimas Danylo Miklukho Roman Kopiika |        | ItalienLukáš Filip Marek Copák Jerguš Vengríni |        |
| 25 m Schnellfeuerpistole    | Nikita Mann                                            |      | Dmitrii Maliukov                                   |        | Michele Palella                                |        |
| 25 m Standardpistole        | Federico Nilo Maldini                                  |      | Nikita Mann                                        |        | Daniels Vilciņš                                |        |

##### Wurftauben
| Wettbewerb       | Gold                                                            | Silber                                                        | Bronze                                                                       |
| ---------------- | --------------------------------------------------------------- | ------------------------------------------------------------- | ---------------------------------------------------------------------------- |
| Skeet            | Cristian Ghilli                                                 | Kleanthis Varnavides                                          | Petros Englezoudis                                                           |
| Skeet Mannschaft | ItalienCristian Ghilli Francesco Bernardini Giammarco Tuzi      | ZypernKleanthis Varnavides Sotiris Andreou Petros Englezoudis | Vereinigtes KönigreichMitchell Brooker-Smith Arran Eccleston Oliver Harrison |
| Trap             | Kirill Bagrov                                                   | Lorenzo Franquillo                                            | Andrés García                                                                |
| Trap Mannschaft  | SpanienJavier Martínez Fuster Andrés García Juan Antonio García | ItalienLorenzo Franquillo Alberto Facci Edoardo Antonioli     | FinnlandJuho Mäkelä Kaarlo Hoppu Juho Montonen                               |

#### Juniorinnen

##### Gewehr
| Wettbewerb                                            | Gold                                                           | Gold | Silber                                                 | Silber | Bronze                                                           | Bronze |
| ----------------------------------------------------- | -------------------------------------------------------------- | ---- | ------------------------------------------------------ | ------ | ---------------------------------------------------------------- | ------ |
| 10 m Luftgewehr                                       | Julia Piotrowska                                               |      | Eszter Mészáros                                        |        | Alina Khizbullina                                                |        |
| 10 m Luftgewehr Mannschaft                            | RusslandAigul Khabibullina Violetta Odinaeva Alina Khizbullina |      | SpanienHelena Arias Zahra González Inés Martinón       |        | UngarnEszter Mészáros Gitta Bajos Anna Tóth                      |        |
| 50 m Kleinkalibergewehr Dreistellungskampf            | Eszter Mészáros                                                |      | Helena Arias                                           |        | Alina Khizbullina                                                |        |
| 50 m Kleinkalibergewehr Dreistellungskampf Mannschaft | ItalienPaola Paravati Virginia Lepri Sofia Benetti             |      | SchweizJennifer Kocher Marta Szabo Bouza Sandra Arnold |        | DeutschlandKaterina Štefanková Sara Karasová Veronika Blažíčková |        |

##### Pistole
| Wettbewerb                   | Gold                                                    | Gold | Silber                                                   | Silber | Bronze                                              | Bronze |
| ---------------------------- | ------------------------------------------------------- | ---- | -------------------------------------------------------- | ------ | --------------------------------------------------- | ------ |
| 10 m Luftpistole             | Margherita Veccaro                                      |      | Vasilisa Naumava                                         |        | Anna Asomchik                                       |        |
| 10 m Luftpistole Mannschaft  | ItalienBrunella Aria Alessandra Fair Margherita Veccaro |      | TürkeiŞimal Yılmaz Yasemin Beyza Yılmaz Ilayda Nur Çürük |        | UngarnSára Ráhel Fábián Viktória Berde Réka Ozsváth |        |
| 25 m Sportpistole            | Margherita Veccaro                                      |      | Albina Bevz                                              |        | Miriam Jako                                         |        |
| 25 m Sportpistole Mannschaft | RusslandAlbina Bevz Ekaterina Chikanova Daria Litau     |      | UkraineViliena Bevz Yana Chuchmarova Nadiia Shamanova    |        | UngarnSára Ráhel Fábián Miriam Jako Tuende Szakacs  |        |

##### Wurftauben
| Wettbewerb       | Gold                                                      | Silber                                                 | Bronze                                                     |
| ---------------- | --------------------------------------------------------- | ------------------------------------------------------ | ---------------------------------------------------------- |
| Skeet            | Sara Bongini                                              | Arina Kuznetsova                                       | Daria Lekomtseva                                           |
| Skeet Mannschaft | RusslandAnna Zhadnova Arina Kuznetsova Daria Lekomtseva   | ItalienGiada Longhi Damiana Paolacci Sara Bongini      | SlowakeiDominika Buzášová Miroslava Hocková Adela Supeková |
| Trap             | Lucy Hall                                                 | Maria Inês Coelho de Barros                            | Zina Hrdličková                                            |
| Trap Mannschaft  | RusslandSerafima Tarasenko Alina Akhatova Polina Kniazeva | ItalienGiorgia Lenticchia Sofia Littame Gaia Ragazzini | TschechienZina Hrdličková Tereza Závišková Lea Kučerová    |

#### Junioren Mixed

##### Gewehr
| Wettbewerb                                 | Gold                            | Gold | Silber                                | Silber | Bronze                             | Bronze |
| ------------------------------------------ | ------------------------------- | ---- | ------------------------------------- | ------ | ---------------------------------- | ------ |
| 10 m Luftgewehr                            | Helena Arias Jesús Oviedo       |      | Virginia Lepri Agustin Martin Petrini |        | Aigul Khabibullina Evgenii Potapov |        |
| 50 m Kleinkalibergewehr Dreistellungskampf | Igor Skuratov Alina Khizbullina |      | Eszter Dénes Soma Hammerl             |        | Eszter Mészáros Viktor Kiss        |        |

##### Pistole
| Wettbewerb               | Gold                                    | Gold | Silber                                   | Silber | Bronze                      | Bronze |
| ------------------------ | --------------------------------------- | ---- | ---------------------------------------- | ------ | --------------------------- | ------ |
| 10 m Luftpistole         | Aliaksandra Piatrova Uladzislau Dzemesh |      | Margherita Veccaro Federico Nilo Maldini |        | Vasilisa Naumava Ivan Kazak |        |
| 25 m Schnellfeuerpistole | Nikita Mann Ekaterina Chikanova         |      | Aleksei Iarichin Albina Bevz             |        | nicht vergeben              |        |

- Es wurden keine Medaillen in der Disziplin 25 m Schnellfeuerpistole vergeben.

##### Wurftauben
| Wettbewerb | Gold                                  | Gold | Silber                        | Silber | Bronze                     | Bronze |
| ---------- | ------------------------------------- | ---- | ----------------------------- | ------ | -------------------------- | ------ |
| Trap       | Giorgia Lenticchia Lorenzo Franquillo |      | Natali Banko Matej Vucoić     |        | Lucy Hall Thomas Betts     |        |
| Skeet      | Sara Bongini Cristian Ghilli          |      | Artem Glotov Arina Kuznetsova |        | Etienne Islai Raveca Islai |        |

#### Offene Wettkämpfe
Offene Wettkämpfe fließen nicht in die Medaillenwertung mit ein.
| Wettbewerb                      | Gold            | Silber            | Bronze              |
| ------------------------------- | --------------- | ----------------- | ------------------- |
| 25 m Standardpistole            | Nikita Mann     | Aleksei Iarichin  | Dmitrii Maliukov    |
| 50 m Kleinkalibergewehr liegend | Katrin Smirnova | Michał Chojnowski | Veronika Blažíčková |

## Medaillenspiegel
| Platz  | Land                   | Gold | Silber | Bronze | Gesamt |
| ------ | ---------------------- | ---- | ------ | ------ | ------ |
| 01     | Russland               | 18   | 15     | 13     | 46     |
| 02     | Italien                | 16   | 12     | 7      | 35     |
| 03     | Frankreich             | 5    | —      | 4      | 9      |
| 04     | Schweiz                | 4    | 2      | 2      | 8      |
| 05     | Österreich             | 3    | 5      | 2      | 10     |
| 06     | Ukraine                | 3    | 4      | 1      | 8      |
| 07     | Ungarn                 | 3    | 3      | 6      | 12     |
| 08     | Deutschland            | 3    | 1      | 1      | 5      |
| 09     | Spanien                | 2    | 3      | 4      | 9      |
| 10     | Norwegen               | 2    | 3      | 2      | 7      |
| 11     | Belarus                | 2    | 2      | 3      | 7      |
| 12     | Vereinigtes Königreich | 2    | 1      | 3      | 6      |
| 13     | Slowakei               | 2    | —      | 2      | 4      |
| 14     | Estland                | 2    | —      | —      | 2      |
| 15     | Polen                  | 1    | 4      | 1      | 6      |
| 16     | Zypern                 | 1    | 3      | 1      | 5      |
| 17     | Tschechien             | 1    | 2      | 5      | 8      |
| 18     | Kroatien               | 1    | 1      | 3      | 5      |
| 19     | Dänemark               | 1    | 1      | —      | 2      |
| 19     | Schweden               | 1    | 1      | —      | 2      |
| 21     | Serbien                | —    | 4      | 1      | 5      |
| 22     | El Salvador            | —    | 1      | 3      | 4      |
| 23     | Portugal               | —    | 1      | 1      | 2      |
| 23     | Türkei                 | —    | 1      | 1      | 2      |
| 25     | Belgien                | —    | 1      | —      | 1      |
| 25     | Bulgarien              | —    | 1      | —      | 1      |
| 25     | Israel                 | —    | 1      | —      | 1      |
| 28     | Finnland               | —    | —      | 3      | 3      |
| 29     | Rumänien               | —    | —      | 2      | 2      |
| 30     | Aserbaidschan          | —    | —      | 1      | 1      |
| 30     | Lettland               | —    | —      | 1      | 1      |
| Gesamt | Gesamt                 | 73   | 73     | 73     | 219    |